# Patrol wojskowy na Zimowych Igrzyskach Olimpijskich 1948
Zawody w patrolu wojskowym, konkurencji poprzedzającej dzisiejszy biathlon, na Zimowych Igrzyskach Olimpijskich 1948 zostały rozgrywane 8 lutego 1948 roku. Była to dyscyplina pokazowa, rozgrywana w tej formie po raz czwarty i ostatni. 
W rywalizacji wzięło udział osiem reprezentacji, Polacy nie startowali. Najlepsi okazali się Szwajcarzy, drugie miejsce zajęli reprezentanci Finlandii, a na najniższym stopniu podium stanęli Szwedzi.

## Wyniki
| Pozycja | Reprezentacja  | Zawodnicy                                                                | Bonifikata | Czas      |
| ------- | -------------- | ------------------------------------------------------------------------ | ---------- | --------- |
| 1       | Szwajcaria     | Robert Zurbriggen Heinrich Zurbriggen Vital Vouardoux Arnold Andenmatten | 5          | 2:34,25,0 |
| 2       | Finlandia      | Eero Naapuri Vilho Ylönen Mikko Meriläinen Tauno Honkanen                | 9          | 2:37,23,0 |
| 3       | Szwecja        | Edor Hjukström Holger Borgh Karl Gustav Ljungquist Fride Larsson         | 4          | 2:41,03,0 |
| 4       | Włochy         | Costanzo Picco Aristide Compagnoni Giacinto De Cassan Antenore Cuel      | 2          | 2:50,03,0 |
| 5       | Francja        | Émile Paganon Marc Benoît-Lizon Ulysse Bozonnet Gilbert Morand           | 7          | 2:54,35,0 |
| 6       | Czechosłowacja | Vojtech Pavelica Karel Dvořák Jaroslav Šír Otou Skrbek                   | 6          | 3:10,26,0 |
| 7       | Rumunia        | Constantin Vlădea Ștefan Ionescu Niculae-Cornel Crăciun Ion Koschi       | 8          | 3:16,24,0 |
| 8       | USA            | Donald Weihs Stanley Walker Henry Dunlap Lorentz Eide                    | 3          | 4:35,58,0 |